# Jolanta Wilkońska
Jolanta Wilkońska (ur. 24 listopada 1927 w Warszawie) – polska artystka fotograf. Członek nadzwyczajny Fotoklubu Rzeczypospolitej Polskiej Stowarzyszenia Twórców. Członkini Warszawskiego Towarzystwa Fotograficznego. Członkini Jeleniogórskiego Towarzystwa Fotograficznego.

## Życiorys
Jolanta Wilkońska związana z jeleniogórskim oraz warszawskim środowiskiem fotograficznym – do 2017 roku mieszkała, fotografowała, tworzyła w Jeleniej Górze – w 2017 roku zamieszkała w Warszawie. Miejsce szczególne w jej twórczości zajmuje fotografia architektury, fotografia krajobrazowa oraz fotografia reportażowa. W 1983 roku została przyjęta w poczet członków Warszawskiego Towarzystwa Fotograficznego. Od 1988 roku należy do Jeleniogórskiego Towarzystwa Fotograficznego, w którym m.in. uczestniczyła w pracach Komisji Rewizyjnej JTF. 
Jolanta Wilkońska jest autorką oraz współautorką wielu wystaw fotograficznych; indywidualnych, zbiorowych (m.in dorocznych prezentacji Jeleniogórskiego Towarzystwa Fotograficznego) oraz wystaw pokonkursowych – krajowych i międzynarodowych, podczas których otrzymała wiele nagród, wyróżnień, dyplomów, listów gratulacyjnych (m.in. Grand Prix w IV Światowym Konkursie Fotograficznym – Wiary i Wierni Tego Świata, w 2010 roku). Jej fotografie były prezentowane w Polsce i za granicą (m.in. w Japonii, Niemczech, Stanach zjednoczonych oraz w krajach ościennych). 
W 1996 roku została przyjęta w poczet członków Fotoklubu Rzeczypospolitej Polskiej Stowarzyszenia Twórców. W 2012 roku została odznaczona Złotym Medalem „Za Zasługi dla Rozwoju Twórczości Fotograficznej”. W 2018 została uhonorowana Medalem „Za Zasługi dla Fotografii Polskiej” – odznaczeniem przyznawanym przez Kapitułę Fotoklubu Rzeczypospolitej Polskiej Stowarzyszenia Twórców – w 100. rocznicę odzyskania przez Polskę niepodległości (1918–2018). 
Fotografie Jolanty Wilkońskiej znajdują się m.in. w zbiorach Filii Narodowego Muzeum Sztuki Republiki Białorusi (Zamek w Mirze).

## Odznaczenia
- Złoty Medal „Za Zasługi dla Rozwoju Twórczości Fotograficznej” (2012)[7][18]
- Medal „Za Zasługi dla Fotografii Polskiej” (2018)[19][20]

## Rodzina
Jolanta Wilkońska była żoną Jerzego Wiklendta, zmarłego w 2017 roku – nestora polskiej fotografii, członka honorowego Fotoklubu Rzeczypospolitej Polskiej.
Rodzicami Jolanty byli: poseł i działacz gospodarczy Tomasz Wilkoński oraz księżniczka Kira z domu Światopełk-Mirska.